# Petra Boden
Petra Boden (* 1954 in Halle an der Saale) ist eine deutsche Germanistin.

## Leben
Von 1971 bis 1974 absolvierte Petra Boden eine Berufsausbildung mit Abitur zur Facharbeiterin für Straßenbautechnik im VE(B) Straßen-, Brücken- und Tiefbaukombinat Halle. Von 1974 bis 1978 studierte sie in der Fachrichtung Diplomlehrer für Deutsch/Englisch an der Sektion Germanistik der Humboldt-Universität zu Berlin. Von 1979 bis 1983 absolvierte sie ein Forschungsstudium an der Sektion Germanistik der Humboldt-Universität zu Berlin auf dem Gebiet der Geschichte der literaturwissenschaftlichen Germanistik in der ersten Hälfte des 20. Jahrhunderts. Von 1983 bis 1991 war Petra Boden wissenschaftliche Mitarbeiterin am Zentralinstitut für Literaturgeschichte an der Akademie der Wissenschaften der DDR. Nach deren Auflösung war sie von 1992 bis 1995 als wissenschaftliche Mitarbeiterin am Forschungsschwerpunkt Literaturforschung bei der Förderungsgesellschaft Wissenschaftliche Neuvorhaben e.V. (Berlin) tätig und von 1996 bis 2007 als wissenschaftliche Mitarbeiterin am neu gegründeten Zentrum für Literaturforschung Berlin. Zwischen 2010 und 2015 war sie wissenschaftliche Mitarbeiterin am Deutschen Literaturarchiv Marbach. Seit 2020 ist sie wissenschaftliche Mitarbeiterin am Institut für deutsche Literatur der Humboldt-Universität mit dem DFG-Projekt „Interdisziplinarität als Arbeitsform – Die Debatten um den epistemischen Status des Erzählens als exemplarischer Fall (1970–1990)“.
Ihr Arbeitsschwerpunkt ist Wissenschaftsgeschichte der Geisteswissenschaften im 20. Jahrhundert.

## Schriften (Auswahl)

### Monografien
- Julius Petersen. Ein Beitrag zur Geschichte der Berliner Germanistik. Berlin 1983, OCLC 720976722.
- mit Bernhard Fischer: Der Germanist Julius Petersen (1878–1941). Bibliographie, systematisches Nachlassverzeichnis und Dokumentation. Marbach 1994.
- mit Dorothea Böck: Modernisierung ohne Moderne. Das Zentralinstitut für Literaturgeschichte an der Akademie der Wissenschaften der DDR (1969–1991). Literaturforschung im Experiment. Heidelberg 2004.
- Die Berliner Currywurst. Berlin 2010.
- mit Ralf Schnell und Justus Fetscher: Vielfacher Blick. Eberhard Lämmert zum 90. Geburtstag. Siegen 2014.
- So viel Wende war nie. Zur Geschichte des Projekts „Ästhetische Grundbegriffe“. Stationen zwischen 1983 und 2000. Bielefeld 2014.
- mit Rüdiger Zill: Poetik und Hermeneutik im Rückblick. Interviews mit Beteiligten. Paderborn 2017.

### Herausgeberschaft
- Eberhard Lämmert. Geschichten von der Geschichte. Geschichtsschreibung und Geschichtsdarstellung im Roman. Vorlesungen an der Freien Universität Berlin im Sommersemester 1986. Herausgegeben von Petra Boden. Hirzel, Stuttgart 2024, ISBN 978-3-7776-3474-6.